# Le solite cose/La domenica sera
Le solite cose/La domenica sera è un singolo di Pino Donaggio, pubblicato dalla  EMI Italiana su etichetta Columbia.
In entrambi i lati della copertina del 45 giri è presente Donaggio.
In entrambi i brani l'orchestra è diretta da Gian Piero Reverberi.

## Le solite cose
Le solite cose è un brano musicale composto da Pino Donaggio e Vito Pallavicini, presentato al Festival di Sanremo 1968 nell'interpretazione dello stesso Donaggio in abbinamento con Timi Yuro, venendo eliminato dopo la prima doppia esecuzione durante la prima serata.

## La domenica sera
La domenica sera è la canzone pubblicata sul lato B del singolo, composta da Pino Donaggio, Vito Pallavicini e Pontiack.

## Tracce
LATO A
1. Le solite cose

LATO B
1. La domenica sera